# Iyad ibn Ghanm
ʿIyāḍ ibn Ghunm al-Fihrī al-Qurashī (in arabo ﻋﻴﺎﺽ ﺑﻦ ﻏﻨﻢ‎?; La Mecca, ... – Homs, 641) è stato un Sahaba e un comandante militare di spicco.
Comandante militare coreiscita, operò all'epoca dei califfi Abū Bakr, nella Guerra della ridda, e ʿUmar b. al-Khaṭṭāb nella conquista islamica della Siria e dell'Iraq.
Aveva abbracciato l'Islam prima dell'Accordo di al-Ḥudaybiyya del 628, data dopo la quale partecipò a tutti i fatti d'arme più rilevanti della giovane Umma islamica, spesso sotto il comando di Khālid b. al-Walīd.

## Califfato di Abū Bakr
Fu con suo cugino Abū ʿUbayda b. al-Jarrāḥ nelle operazioni di conquista della Siria settentrionale, prendendo parte alla conquista di Aleppo (637), dopo aver combattuto l'anno precedente nella Campagna del Yarmūk, comandandovi uno degli squadroni di cavalleria (in arabo كراديس‎?, karādīs).
Quando Abū ʿUbayda morì in Siria, nella peste di Amwās (Emmaus), gli succedette nel comando.

## Califfato di ʿUmar b. al-Khaṭṭāb
La sua attività di capace comandante militare ebbe modo di mettersi appieno in luce all'epoca delle grandi conquiste (futūḥāt) al di fuori della Penisola araba.
Prese quindi parte alle operazioni di conquista delle Siria (prendendo nel 639 Raqqa ed Edessa) e si parlò di lui come suo governatore, ma il califfo ʿUmar b. al-Khaṭṭāb decise invece per Yazīd b. Abī Sufyān prima e suo fratello Muʿāwiya b. Abī Sufyān dopo.
Conquistò poi la Jazira (con Nisibis e Mayyāfāriqīn), dette un forte contributo alla conquista dell'Iraq, in particolare delle aree curde al suo settentrione.
Quando morì a Ḥomṣ, di cui era stato nominato Governatore da ʿUmar, il califfo chiamò a succedergli per il teatro d'operazioni siriano ʿĀmir b. Khadīm (o Ḥadhīm).